# ۶۷۸ (قمری)
۶۷۸ (قمری)، ششصد و هفتاد و هشتمین سال در گاهشماری هجری قمری است. اول محرم این سال برابر با چهادهم مه سال ۱۲۷۹ میلادی است.